# Maikel Mesa
Maikel Mesa Piñero, (Santa Cruz de Tenerife, 3 de mayo de 1991) conocido como Maikel Mesa es un futbolista español que juega como centrocampista en el Club Deportivo Tenerife de la Segunda División de España.

## Trayectoria
Maikel empezó su formación en el C. D. Arenas de La Laguna fichando por el C.D Tenerife en categoría benjamín, y en cadete se fue al equipo vecino C. D. Laguna, en el que llegó al primer equipo en la temporada 2010-11, en Tercera División.
En julio de 2012 firmó un contrato de dos años con el C. A. Osasuna, inicialmente para jugar en el C. A. Osasuna "B" en Segunda División B. El 1 de junio de 2013 hizo su debut en Primera, sustituyendo a Francisco Silva en el minuto 78 ante el Real Madrid.
El 30 de enero de 2015, tras haber renovado por dos años más con el club navarro, fue cedido hasta final de temporada al Racing Club de Ferrol, siendo repescado por el C. A. Osasuna para formar parte de la plantilla de cara a la temporada 2015-2016.
En julio de 2016 firmó con el C. D. Mirandés. El 29 de junio de 2017 dejó el club burgalés para fichar por el Club Gimnàstic de Tarragona por dos temporadas más una opcional. Sin embargo, solo estaría un año en el conjunto catalán ya que el 17 de agosto de 2018 fichó por la Unión Deportiva Las Palmas para las siguientes cuatro temporadas.
En enero de 2020 fue cedido hasta final de temporada al Albacete Balompié. En solo 14 partidos disputados aportó tres importantes goles para la permanencia del conjunto manchego, incluido el que certificó la salvación en el último partido contra el Cádiz C. F., anotando un penalti en los minutos finales del encuentro.
En julio volvió a la U. D. Las Palmas, incorporándose a la pretemporada. En la temporada 2021-22 alcanzó la capitanía del club. El 24 de julio de 2022, tras haber jugador 87 partidos y marcado 10 goles con el conjunto insular, rescindió su contrato. Al día siguiente regresó al Albacete Balompié por una temporada.
El 13 de junio de 2023 fichó por el Real Zaragoza para las dos temporadas siguientes. En su única temporada en el club aragonés (temporada 23/24) marcó 11 goles, siendo el goleador del conjunto maño en esta temporada. El 29 de julio de 2024, fue traspasado al C. D. Tenerife de la Segunda División de España, por una cantidad cercana a los 500 000 euros entre el dinero que aporta el club de destino y lo que deja de percibir el centrocampista. Firmó por 3 temporadas.

## Clubes
| Club                           | País   | Año       |
| ------------------------------ | ------ | --------- |
| C. D. Laguna                   | España | 2010-2012 |
| C. A. Osasuna "B"              | España | 2012-2013 |
| C. A. Osasuna                  | España | 2013-2015 |
| Racing Club de Ferrol (cesión) | España | 2015      |
| C. A. Osasuna                  | España | 2015-2016 |
| C. D. Mirandés                 | España | 2016-2017 |
| Club Gimnàstic de Tarragona    | España | 2017-2018 |
| U. D. Las Palmas               | España | 2018-2020 |
| Albacete Balompié (cesión)     | España | 2020      |
| U. D. Las Palmas               | España | 2020-2022 |
| Albacete Balompié              | España | 2022-2023 |
| Real Zaragoza                  | España | 2023-2024 |
| C. D. Tenerife                 | España | 2024-     |